# Dampierella
Dampierella is een geslacht van wantsen uit de familie van de Miridae (Blindwantsen). Het geslacht werd voor het eerst wetenschappelijk beschreven door Tatarnic in 2009.

## Soorten
Het genus is monotypisch en bevat alleen de volgende soort:

- Dampierella schwartzi Tatarnic, 2009